# Luigi Testore
Luigi Testore (* 30. dubna 1952 Costigliole d'Asti) je italský římskokatolický duchovní a biskup Acqui.

## Život
Narodil se 30. dubna 1952 v Costigliole d'Asti.
Vstoupil do arcibiskupského semináře v Miláně. Po teologickém studiu byl 11. června 1977 kardinálem Giovanni Colombem vysvěcen na kněze. Stal se učitelem v menším semináři v Sevesu. Od roku 1980 byl osobním sekretářem kardinála Carla Maria Martiniho. Poté se stal vice-ředitelem a následně arcidiecézního administrativního úřadu.
Roku 1995 byl ustanoven ekonomem arcidiecéze a biskupským vikářem pro ekonomiku. Od roku 2005 působil jako ředitel Caritas Ambrosiana. V rámci pastorační péče sloužil ve milánských farnostech: San Bartolomeo, Santa Maria Incoronata, San Simpliciano, Santa Maria del Carmine a San Marco. Od roku 2017 až do svého biskupského jmenování byl zodpovědný za pastorační komunitu Blahoslavého Pavla VI.
Dne 19. ledna 2018 jej papež František jmenoval biskupem Acqui. Biskupské svěcení přijal 24. února z rukou arcibiskupa Maria Delpiniho a spolusvětiteli byli arcibiskup Carlo Roberto Maria Redaelli a biskup Erminio De Scalzi.